# Музей нафтової і газової промисловості України (Борислав)

Музей нафтової і газової промисловості України у Бориславі.

Музей нафтової і газової промисловості України — історико-краєзнавча інституція в Бориславі.

## Загальний опис
Експозиція Музею нафтової і газової промисловості України включає експозиції в окремих кімнатах та зразки обладнання на подвір'ї НГВУ «Бориславнафтогаз» ПАТ «Укрнафта».
Музей відтворює розвиток бориславського, галицького та українського нафтовидобутку — найстарішого нафтового промислу України наприкінці ХІХ ст. — на поч. ХХ ст.
У музеї представлені:
- речові знахідки-артефакти — знаряддя праці, промислове обладнання, зразки сировини і продукції, предмети побуту, нумізматичні матеріали (монети, медалі, ордени, значки і т. ін.), діючі макети, відеокасети, диски, дискети, а також зразки живої і неживої природи.
- письмові пам'ятки — книги, газети, журнали, буклети, рукописи, документи, листи, друковані та рукописні листівки тощо, які стосуються нафтогазової галузі Галичини.
- образотворчі пам'ятки — скульптура, живопис, графіка, фотографії, плакати, оригінальні схеми, карти, фотографічні або з малюнком листівки, календарі, філателістичні матеріали і т. д.

## Галерея

Музейний верстат-гойдалка (ківак) зі Східниці.
Модель філіального колеса і насосних кіратів.
Філіальне колесо.
Збірник нафти, об'єм 25 м. куб.
Модель насосного кірату.
Колекція гасових ламп.